# Onkilahden puisto
Le parc d'Onkilahti (finnois : Onkilahden puisto) est un parc des quartiers Palosaari et Vöyrinkaupunki de Vaasa en Finlande.

## Le parc
Le parc est situé autour de la baie Onkilahti. 
La zone comprend un parc d'activités et des terrains de beach-volley, un terrain de pétanque et un centre de remise en forme pour les seniors. 
Il y a des aires de jeux pour les enfants. 
Le parc d'Onkilahti est aussi un endroit populaire pour la pêche.
Le parc comprend des arbres fruitiers et des arbustes à baies.

## Œuvres
Le monument la route de la vie en mémoire de Venny Konttur est située près de Käsityöläiskatu. 
L'œuvre a été conçue et sculptée par Marita Perttula.
La sculpture Vera de Lucien den Arend, est érigée sur la pelouse. L'œuvre d'art se compose d'un grand disque d'acier circulaire coupé au milieu et dont les moitiés sont pliées. L'œuvre est en acier peint en rouge.
Les œuvres d'art après la tempête et le miroir lunaire, dues aux artistes Marianne Kanckos, Åke Rodas et Stig Rönn, sont érigés sur la plage du côté de Palosaari.